# Tmeticus ornatus
Tmeticus ornatus är en spindelart som först beskrevs av James Henry Emerton 1914.  Tmeticus ornatus ingår i släktet Tmeticus och familjen täckvävarspindlar. Inga underarter finns listade i Catalogue of Life.